# Eric van der Westen
Eric van der Westen (* 1963) ist ein niederländischer Bassist, Komponist und Bandleader des Modern Jazz. 
Van der Westen wuchs im Süden Hollands auf und begann als Gitarren- und Bassgitarren-Spieler in Hardrock- und New-Wave-Bands, bevor er sich dem zeitgenössischen Jazz und der improvisierten Musik zuwandte und zum Kontrabass wechselte. Er studierte am Sweelinck Conservatorium in Amsterdam und wurde bald ein gefragter Sideman in verschiedenen Bands und Orchestern, wie in Willem van Manens Contraband zu Anfang der 1990er Jahre oder im Impressionistic Improvisers Quartet mit Eckard Koltermann, Theo Jörgensmann und Jeroen van Vliet. Stilistisch orientierte er sich in seinem Spiel an Vorbildern wie Charles Mingus oder Charlie Haden. Früh betätigte er sich auch als Komponist. In den 1990er Jahren nahm er unter eigenem Namen für das Label Bvaast das Album Working Dreamer auf, das sich stilistisch und von der Besetzung am David Murray Oktett orientierte, wie seine ″Ballad for John Carter″, und im Bigband-Konzept Charles Mingus’ spielte. 
Sein folgendes Album Me, Myself and I war schon im Titel ein Salut an den Bassisten und Komponisten; für das Album beauftragte van der Westen insgesamt acht Komponisten (einschließlich sich selbst), um Kompositionen im Geiste Mingus’ zu schreiben, die genügend Freiraum für Improvisationen ließen. Nach dem Urteil von Richard Cook und Brian Morton stammt das wohl bemerkenswerteste Stück dieses Album ″Min(g)us One″ vom Komponisten Chiel Meijering; es basiert auf verschiedenen Mingus-Themen. Van der Westen selbst trug den Titel ″The Underdog″ bei. 